# 尤里夫卡 (科諾托普區)
51°0′10″N 33°22′45″E / 51.00278°N 33.37917°E
尤里夫卡（烏克蘭語：Юрівка）是位於烏克蘭東北部的村莊，由蘇梅州科諾托普區的波皮夫卡市鎮負責管轄。該村處於羅緬河左岸，距離佩卡里1公里，海拔高度158米，2001年人口825。